# Bieg na 2000 metrów z przeszkodami
Bieg na 2000 metrów z przeszkodami – konkurencja lekkoatletyczna, w której zawodnicy biegną pięć okrążeń stadionu, pokonując na każdym razem pięć przeszkód: cztery płoty o wysokości 91,4 cm dla mężczyzn i 76,2 cm dla kobiet oraz rów z wodą poprzedzony płotem o tej samej wysokości co pozostałe. Bieg ten jest rozgrywany prawie wyłącznie w zawodach na otwartym stadionie. Konkurencja ta nie jest rozgrywana podczas najważniejszych seniorskich imprez, kiedy to rozgrywany jest bieg na 3000 m z przeszkodami. Bieg na 2000 metrów z przeszkodami jest obecny w programie mistrzostw świata juniorów młodszych, w przeszłości był rozgrywany także na m.in. mistrzostwach Europy juniorów. Seniorzy często biegają go na mityngach oraz sprawdzianach jako przygotowanie do występów na 3000 metrów z przeszkodami.
Halowym rekordzistą świata na tym dystansie wśród mężczyzn jest Kenijczyk Paul Kipsiele Koech – 5:17,04 (14 lutego 2010, Gandawa), a halową rekordzistką świata Bahrajnka Winfred Yavi – 5:45,09 (9 lutego 2021, Liévin).